# Roodborsttapuit
De roodborsttapuit (Saxicola rubicola) is een kleine zangvogel die vroeger werd ingedeeld bij de lijsters (Turdidae), maar volgens recente inzichten wordt ingedeeld bij Muscicapidae, net als zijn naaste verwant, het paapje.

## Kenmerken
De roodborsttapuit is een vrij kleine zangvogel die 11,5 tot 13 cm lang is. Het mannetje heeft in de broedtijd een zwarte kop en duidelijke witte vlekken op de zijkanten van de hals en een oranje borst, waarbij het oranje tot aan de buik reikt. De bovenzijde is donkerbruin. Het vrouwtje is van boven bruin gekleurd, ook op de kop daar waar het mannetje zwart is. Ze mist de duidelijke witte halsvlekken en ze is minder uitbundig oranje gekleurd op de borst. Onvolwassen vogels zijn ook bruin gekleurd met een soort donkerbruin schubbenpatroon. De roodborsttapuit is een insecteneter.

## Verspreiding en leefgebied
Volgens de IOC World Bird List komen in Europa twee ondersoorten voor:
- S. r. hibernans in Ierland, Groot-Brittannië, het westen van Frankrijk en Portugal.
- S. r. rubicola (de nominaat) in West-, Midden- en Zuid-Europa, het noorden van Afrika en het Nabije Oosten.

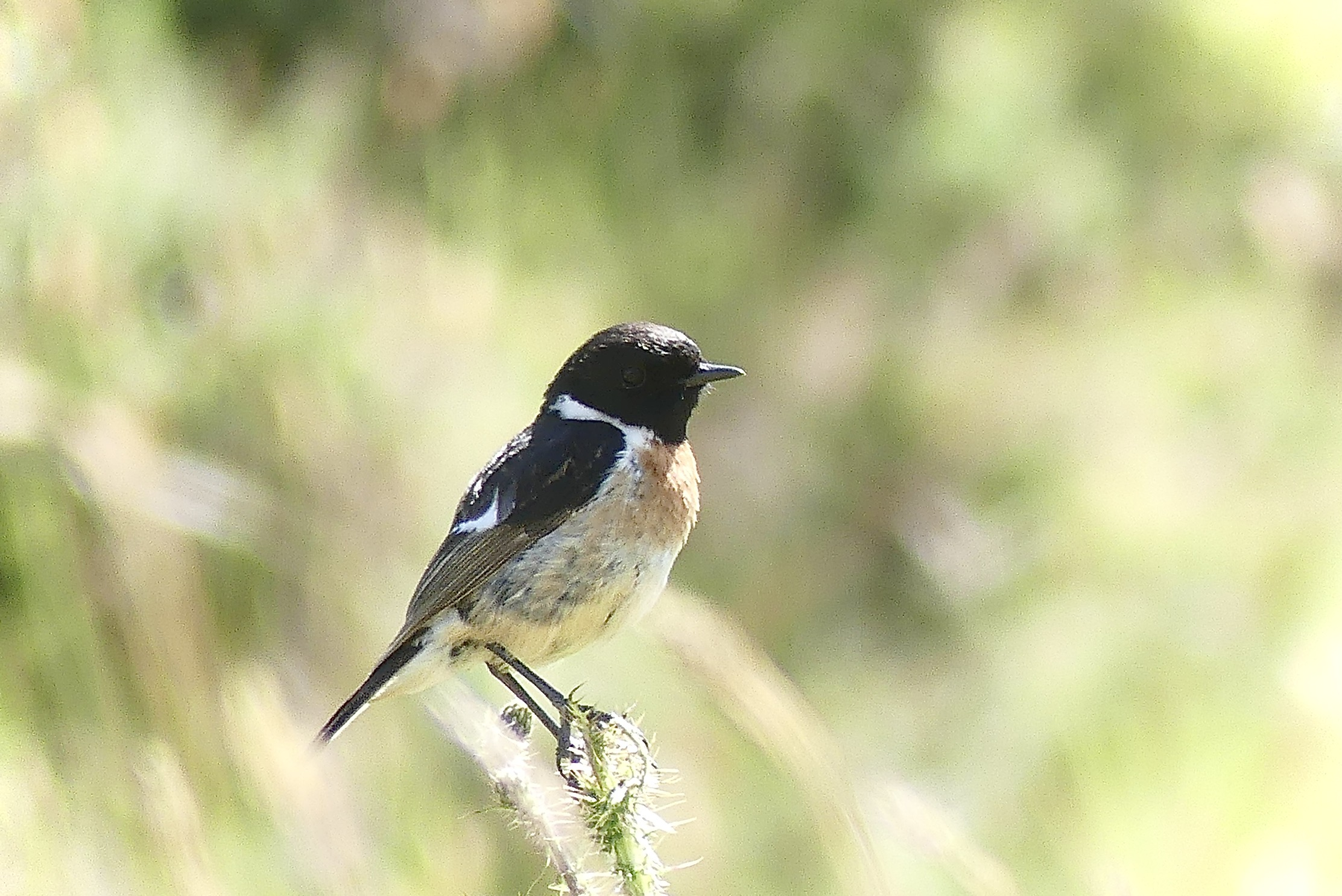
Roodborsttapuit op een distel

Het is een vogel van halfopen, meestal schaars begroeide landschappen, hoogvenen, heuvelland.

## Galerij

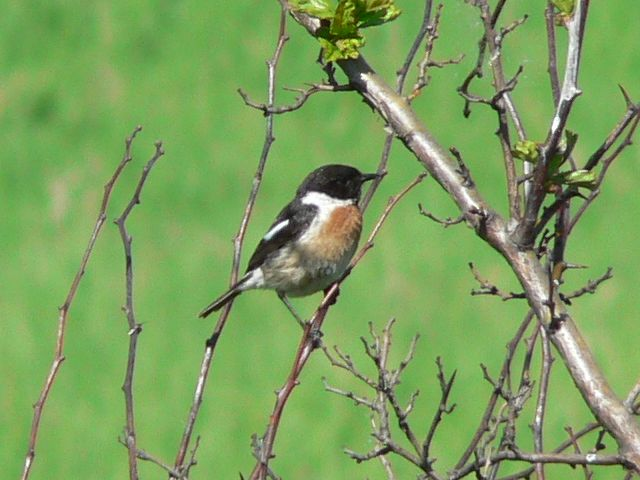

## Status in Nederland en Vlaanderen
Tussen de jaren zeventig van de twintigste eeuw en het jaar 1990 ging de roodborsttapuit in aantal achteruit, net als het paapje. Dit gebeurde niet overal in hetzelfde tempo, er waren grote regionale verschillen. Rond 1975 werd het aantal geschat op ongeveer 5000 paar, rond 1983 was dit nog maar 2000. Daarna kwam een opmerkelijk herstel. Volgens SOVON nam het aantal broedparen in de periode 1990-2005 toe met meer dan 5% per jaar en broedden er in 2018-2020 weer 18.000-22.000 paar in Nederland. De vogel profiteert sterk van het moderne natuurbeheer: het onttrekken van de uiterwaarden aan het agrarisch gebruik en het herstellen van heidebiotopen.
In Vlaanderen werd het aantal broedparen door het INBO in de periode 2013-2018 op 2700 à 4000 geschat.

## Taxonomie
De roodborsttapuit wordt ook wel gerekend tot de supersoort Saxicola torquatus, bijvoorbeeld nog door BirdLife International en bijgevolg de IUCN. In dat geval worden soorten die zich in Azië (Siberië en de gematigde klimaatzone), de Canarische eilanden, Réunion, het Arabisch Schiereiland, Afrika ten zuiden van de Sahara en Madagaskar beschouwd als ondersoorten. Deze roodborsttapuit sensu lato heeft een enorm groot verspreidingsgebied en daardoor alleen al is de kans op uitsterven uiterst gering. De grootte van de populatie wordt geschat op 55 tot 95 miljoen individuen. Er is geen aanleiding te veronderstellen dat de soort in aantal achteruit gaat. Om deze redenen staat de roodborsttapuit als niet bedreigd op de Rode Lijst van de IUCN.
Volgens de IOC World Bird List geldt de naam Saxicola torquatus nu alleen voor de soort die in Afrika ten zuiden van de Sahara voorkomt, de Afrikaanse roodborsttapuit.

## Video
- Wijfje in Overijssel
- Mannetje in Overijssel